# Roda de Barà
Roda de Berà – gmina w Hiszpanii, w prowincji Tarragona, w Katalonii, o powierzchni 16,32 km². W 2011 roku gmina liczyła 6299 mieszkańców.